# NGC 7515
NGC 7515 este o galaxie situată în constelația Pegas. A fost descoperită în 19 octombrie 1784 de către William Herschel. Se află la o distanță de 61,04 de megaparseci de Pământ.